# 宮以騰
邱士綸（1993年7月6日—），前藝名為宮以騰，台灣男演員，於近年前往中國拍戲。

## 影視作品

### 電視戲劇
| 播出日期      | 電視作品                    | 角色         |
| ------------- | --------------------------- | ------------ |
| 2016年2月21日 | 《聶小倩》                  | 張耀星       |
| 2016年        | 《惡作劇之吻 Miss In Kiss》 | 金支柱(阿金) |
| 2019年        | 《生死接線員》              | 吳常軍       |
| 2019年        | 《我的波塞冬》              | 段希澈       |
| 2020年        | 《公子，我娶定你了》        | 慕謹言       |
| 2021年        | 《公子，我娶定你了2》       | 慕謹言       |
| 2024年        | 《你準備萌芽了嗎？》        | 小萍班導     |
| 2025年        | 《宇宙的源頭就是愛》        | 江豐錫       |

## 酒駕事件
2017年1月17日凌晨拍完戲後，和劇組人員聚會，喝了一小杯酒，在內湖碰到臨檢，酒測值高達0.5。

## 外部連結
- 宮以騰的Facebook專頁

1. ↑  .   [2018-03-02]. （原始内容存档于2021-06-29）.